# Proteidae
Los proteidos (Proteidae) son un clado de anfibios caudados compuesto por 6 especies que se distribuyen en Norteamérica y Europa. Son animales nocturnos y completamente acuáticos que presentan un pedomorfismo consistente en la conservación de las agallas filamentosas y las aletas caudales características del estado larval en el individuo maduro desde el punto de vista de la reproducción. El olm (Proteus anguinus) habita en Italia y en las cuevas en la Península de los Balcanes, y presenta un cuerpo elongando, una reducción en el número de dedos, unos ojos atrofiados y una ausencia de pigmentación en la piel. Por otra parte, las especies del género Necturus se distribuyen en el este de los Estados Unidos, exhibiendo un cuerpo robusto y cuatro dígitos en cada pata. A diferencia de los grupos Sirenidae, Hynobiidae y Cryptobranchidae, las especies de este clado (y las de los otros grupos e salamandras) presentan fertilización interna.
Proteidae está ampliamente considerado como un grupo monofilético, pero su posición respecto a las otras salamandras es aún incierta. Wiens et al. (2005) consideran a Proteidae como el grupo hermano de un clado compuesto por Salamandridae, Ambystomatidae y Dicamptodontidae, mientras que Frost et al. (2006) lo posicionaron en un clado junto a Sirenidae, siendo esta postura rechazada por Zhang & Wake (2009), los cuales establecieron a Proteidae como el grupo hermano del clado conformado por Rhyacotritonidae, Amphiumidae y Plethodontidae.
|  | Necturus maculosus                                                       |
|  |                                                                          |
|  | \| \| Necturus beyeri \| \| \| \| \| \| Necturus alabamensis \| \| \| \| |
|  |                                                                          |
|  | Necturus beyeri                                                          |
|  |                                                                          |
|  | Necturus alabamensis                                                     |
|  |                                                                          |

|  | Necturus beyeri      |
|  |                      |
|  | Necturus alabamensis |
|  |                      |

|  | Necturus maculosus                                                       |
|  |                                                                          |
|  | \| \| Necturus beyeri \| \| \| \| \| \| Necturus alabamensis \| \| \| \| |
|  |                                                                          |
|  | Necturus beyeri                                                          |
|  |                                                                          |
|  | Necturus alabamensis                                                     |
|  |                                                                          |

|  | Necturus beyeri      |
|  |                      |
|  | Necturus alabamensis |
|  |                      |

|  | Necturus maculosus                                                       |
|  |                                                                          |
|  | \| \| Necturus beyeri \| \| \| \| \| \| Necturus alabamensis \| \| \| \| |
|  |                                                                          |
|  | Necturus beyeri                                                          |
|  |                                                                          |
|  | Necturus alabamensis                                                     |
|  |                                                                          |

|  | Necturus beyeri      |
|  |                      |
|  | Necturus alabamensis |
|  |                      |

|  | Necturus maculosus                                                       |
|  |                                                                          |
|  | \| \| Necturus beyeri \| \| \| \| \| \| Necturus alabamensis \| \| \| \| |
|  |                                                                          |
|  | Necturus beyeri                                                          |
|  |                                                                          |
|  | Necturus alabamensis                                                     |
|  |                                                                          |

|  | Necturus beyeri      |
|  |                      |
|  | Necturus alabamensis |
|  |                      |

|  | Necturus maculosus                                                       |
|  |                                                                          |
|  | \| \| Necturus beyeri \| \| \| \| \| \| Necturus alabamensis \| \| \| \| |
|  |                                                                          |
|  | Necturus beyeri                                                          |
|  |                                                                          |
|  | Necturus alabamensis                                                     |
|  |                                                                          |

|  | Necturus beyeri      |
|  |                      |
|  | Necturus alabamensis |
|  |                      |

|  | Necturus maculosus                                                       |
|  |                                                                          |
|  | \| \| Necturus beyeri \| \| \| \| \| \| Necturus alabamensis \| \| \| \| |
|  |                                                                          |
|  | Necturus beyeri                                                          |
|  |                                                                          |
|  | Necturus alabamensis                                                     |
|  |                                                                          |

|  | Necturus beyeri      |
|  |                      |
|  | Necturus alabamensis |
|  |                      |

|  | Necturus maculosus                                                       |
|  |                                                                          |
|  | \| \| Necturus beyeri \| \| \| \| \| \| Necturus alabamensis \| \| \| \| |
|  |                                                                          |
|  | Necturus beyeri                                                          |
|  |                                                                          |
|  | Necturus alabamensis                                                     |
|  |                                                                          |

|  | Necturus beyeri      |
|  |                      |
|  | Necturus alabamensis |
|  |                      |

|  | Necturus maculosus                                                       |
|  |                                                                          |
|  | \| \| Necturus beyeri \| \| \| \| \| \| Necturus alabamensis \| \| \| \| |
|  |                                                                          |
|  | Necturus beyeri                                                          |
|  |                                                                          |
|  | Necturus alabamensis                                                     |
|  |                                                                          |

|  | Necturus beyeri      |
|  |                      |
|  | Necturus alabamensis |
|  |                      |

Cladograma basado en Guttman et al. (1990).